# Lilian Jégou

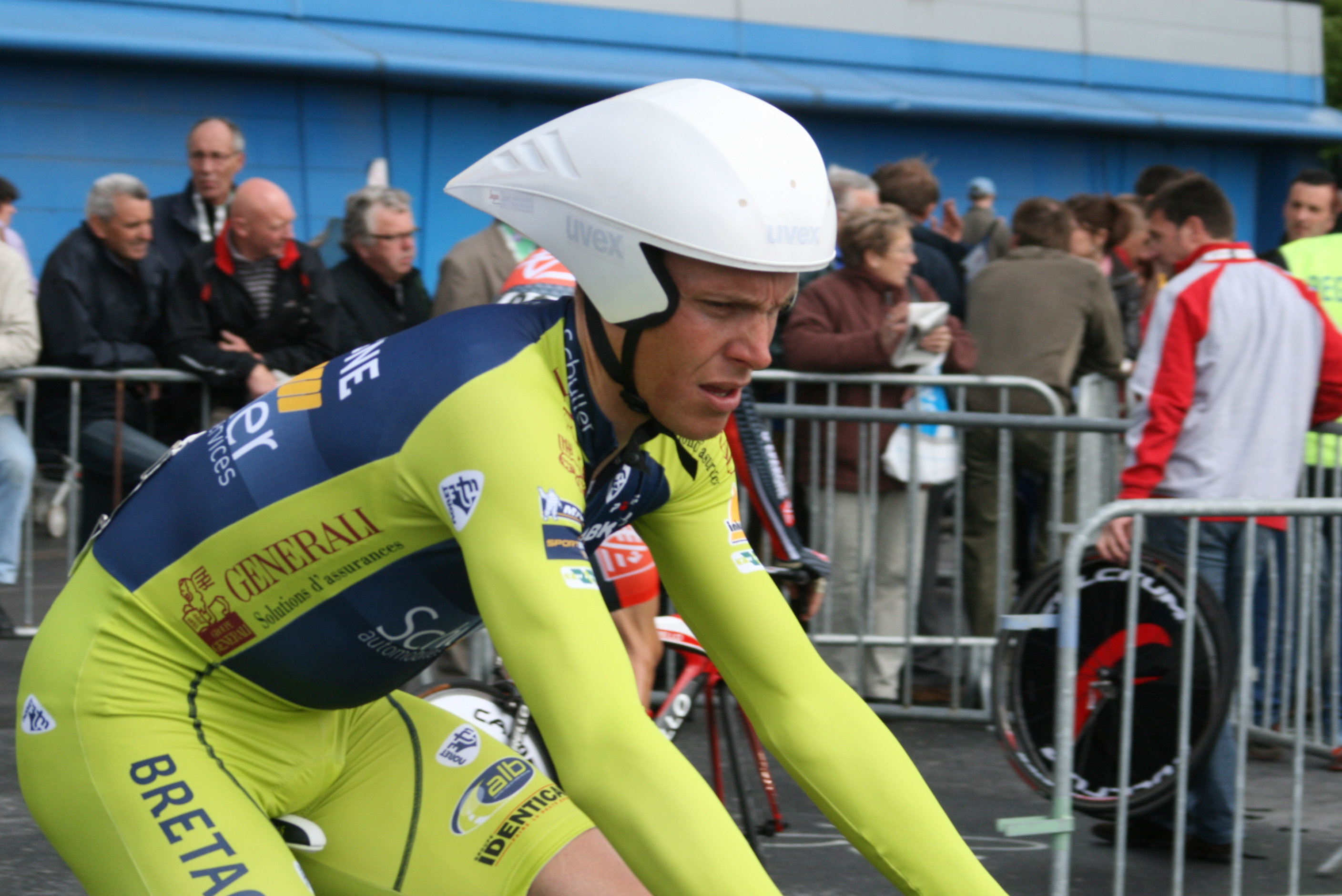
Lilian Jégou bei den Vier Tagen von Dünkirchen 2009

Lilian Jégou (* 20. Januar 1976 in Nantes) ist ein französischer Radrennfahrer.

## Karriere
Lilian Jégou begann seine Karriere 2003 bei der Radsport-Équipe Crédit Agricole, nachdem er dort schon im Vorjahr als Stagiaire gefahren ist. Er nahm gleich in seinem ersten Profijahr an der Tour de France teil, konnte sie aber nicht bis nach Paris zu Ende fahren. 
Seit 2005 fährt Jégou für das französische ProTour-Team La Française des Jeux. Zu Beginn der Saison 2006 gewann er eine Etappe der La Tropicale Amissa Bongo in Gabun. Sein finnischer Teamkollege Jussi Veikkanen konnte die Gesamtwertung für sich entscheiden.
Nach der Saison 2010 beendete er seine Karriere als Profiradrennfahrer.

## Erfolge
2008
- Gesamtwertung La Tropicale Amissa Bongo

2010
- eine Etappe Circuito Montañés
- Grand Prix Cristal Energie

## Teams
- 2003–2004 Crédit Agricole
- 2005–2008 La Française des Jeux
- 2009–2010 Bretagne-Schuller